# ウィーズカンパニー
株式会社ウィーズカンパニー（Weeds Company）は、東京都葛飾区に本社を置く日本の芸能事務所。

## 所在地
- 東京都葛飾区

## 業務内容
- 俳優・タレント等育成及びマネジメント

## 所属俳優
- 河相我聞
- 金山一彦
- 林和義
- 松本実
- 諌山幸治（劇団ブラジル）
- 古澤蓮
- 倉沢学
- 湯川尚樹
- 倉元奎哉
- 石井テルユキ
- 山中友太
- 市川貴之
- 藤原シンユウ
- 小柳友貴美
- 氏家恵
- 比佐廉
- 二木咲子
- 小池唯
- 桜川博子
- 島崎裕気
- 大網亜矢乃